# Philippe Hategekimana
Le texte peut changer fréquemment, n’est peut-être pas à jour et peut manquer de recul. 
Le titre et la description de l'acte concerné reposent sur la qualification juridique retenue lors de la rédaction de l'article et peuvent évoluer en même temps que celle-ci.
Philippe Hategekimana, devenu Hakizimana puis Manier, dit Biguma, né le 26 décembre 1956 à Nyagisozi au Rwanda, est un criminel de guerre rwandais, naturalisé français en 2005.

## Biographie
Philippe Hategekimana est un sous-officier au Rwanda durant la période du génocide des Tutsis. Il est gendarme.
Il est accusé d'avoir organisé le meurtre d'un bourgmestre Tutsi.
Les témoignages affirment sa présence à Nyanza durant le massacre des Tutsis.
Sa présence en France est dénoncée dans une plainte anonyme et il s'enfuit vers le Cameroun en 2017 avant d'être extradé vers la France. Le Collectif des parties civiles pour le Rwanda porte plainte pour sa participation au génocide des Tutsis de 1994.
Pour sa participation active au génocide des Tutsis au Rwanda en 1994, Philippe Hategekimana, surnommé Biguma,, ancien gendarme rwandais réfugié en Bretagne, et naturalisé français en 2005 sous le nom de Philippe Manier,, est reconnu coupable de génocide et crime contre l’humanité,,,,,, par la cour d’assises de Paris en juin 2023, et condamné à la réclusion criminelle à perpétuité,,,. Il fait appel.
L'ONU se félicite pour sa condamnation,, pour laquelle appel est interjeté. Le procès en appel est annoncé pour novembre 2024,. Il est reconnu coupable, de génocide et crimes contre l’humanité, mardi 17 décembre 2024. Le verdict est conforme à la première instance. Il est condamné à la prison à perpétuité.